# Pseudolaguvia tuberculata
Pseudolaguvia tuberculata är en fiskart som först beskrevs av Prashad och Mukerji 1929.  Pseudolaguvia tuberculata ingår i släktet Pseudolaguvia och familjen Erethistidae. IUCN kategoriserar arten globalt som otillräckligt studerad. Inga underarter finns listade i Catalogue of Life.